# ترک‌های مسختی

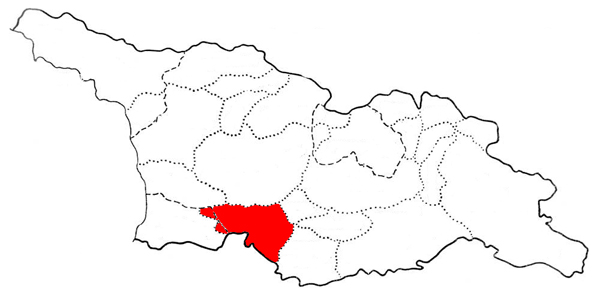
منطقه تاریخی مسختی یکی از مناطق گرجستان.

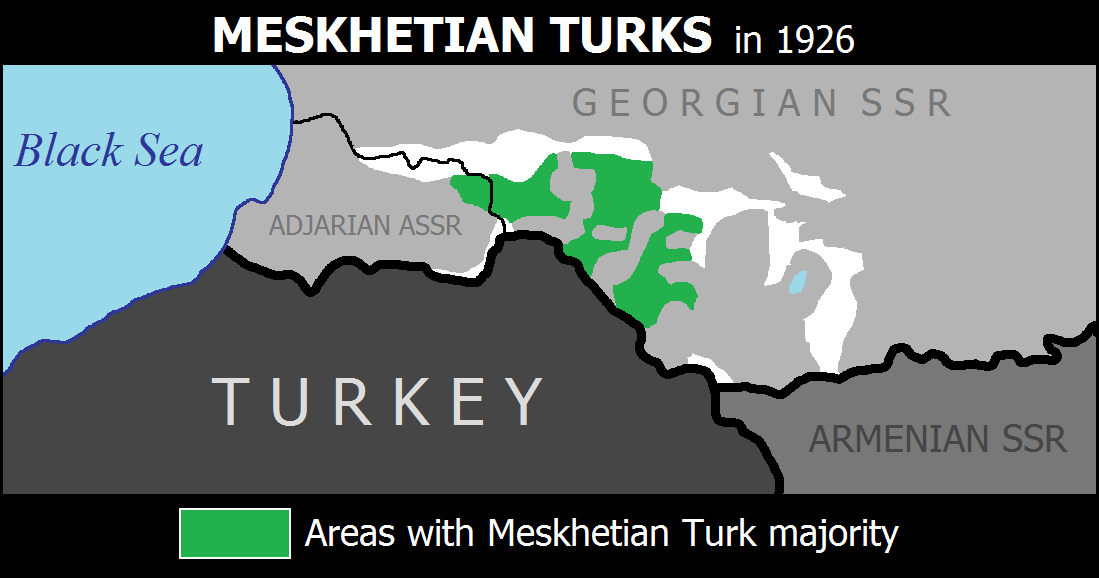
محل استقرار ترکان مخستی در نقشه جمهوری سوسیالیستی گرجستان شوروی در سال ۱۹۲۶.

ترک‌های مسختی یا ترک‌های آهیسکا (ترکی استانبولی: Ahıska Türkleri; گرجی: თურქი მესხები، t'urk'i meskhebi) به اقوامی از ترک‌های استانبولی گفته می‌شود.

## پیشینه
ترک‌های مسختی جزئی اقوام ترک‌های استانبولی که قبلاً در مسختی گرجستان ساکن بوده‌اند. حضور ترک‌های مسختی در سال ۱۵۷۸ با حمله عثمانی‌ها به گرجستان آغاز شده‌بود. گرچه دیگر اقوام ترک نیز از قرن ۱۱ در این منطقه بودند. امروز، ترک‌های مسختی به‌طور گسترده‌ای در سراسر کشورهای اتحاد جماهیر شوروی سابق (و همچنین در ترکیه و ایالات متحده) به دلیل اخراج اجباری پراکنده در طول جنگ جهانی دوم سکونت دارند. در آن زمان، اتحاد جماهیر شوروی به راه اندازی یک کمپین فشار بر ترکیه آماده می‌شد، بدین جهت ژوزف استالین منطقه مسختی در شوروی که در مجاورت ترکیه بود برای بستن مسیر استراتژیک ترکیه، ترک‌های مسختی به سایر مناطق شوروی تبعید کرد. در سال ۱۹۴۴، ترکان مسختی به خاطر قاچاق مواد مخدر، راهزنی و جاسوسی در همکاری با قوم و خویش خود در سراسر مرز با ترکیه متهم شدند. سیاست‌های ناسیونالیستی باعث شد، تا مردم گرجستان را وادار کنند، مردم ترک مسختی را مجبور به بازگشت به ترکیه کنند، جایی که بدان تعلق دارند. اما آنان را که در حدود ۱۱۵٬۰۰۰ نفر می‌بودند به آسیای میانه تبعید کردند. در سال ۱۹۸۹ که خیلی از آنان، در ازبکستان سکونت داشته و بدان جا مهاجرت کرده‌بوده‌اند ولی در ازبکستان با شورش‌هایی از جانب ازبک‌ها مواجه شدند که ۱۰۰۰ نفر از آنان مجروح و کشته شدند و مابقی‌شان به کشورهای جمهوری آذربایجان، روسیه (سرزمین کراسنودار)، قزاقستان، قرقیزستان و اوکراین تبعید و مهاجرت کردند.

## جمعیت

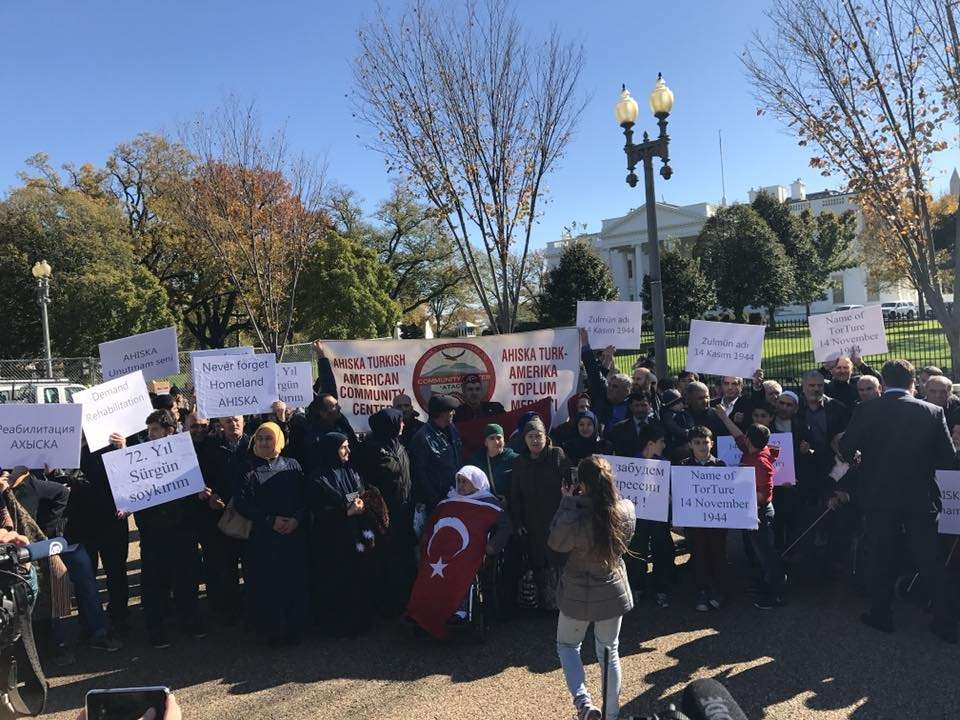
تجمع ترک‌های مسختی یا ترک‌های آهیسکا

با توجه به سرشماری سال ۱۹۸۹ اتحاد جماهیر شوروی، ۲۰۷٬۵۰۲ ترک مسختی در اتحاد جماهیر شوروی زندگی می‌کنند، وجود دارد. با این حال، مقامات شوروی بسیاری از این ترکان را به عنوان اقوام دیگر شوروی مانند "آذری"، "قزاق"، "قرقیز"، و "ازبک ثبت کرده‌بودند. بر اساس گزارش کمیساریای عالی سازمان ملل برای پناهندگان در سال ۱۹۹۹ منتشر شد، که حدود ۱۰۰٬۰۰۰ ترک مخستی در جمهوری آذربایجان زندگی می‌کردند در سال ۲۰۰۱، که بین ۹۰٬۰۰۰ و ۱۱۰٬۰۰۰ از این گروه قومی در جمهوری آذربایجان زندگی می‌کنند. برآوردهای دانشگاهی نیز جمعیت اینان را در همین حدود ۹۰٬۰۰۰ و ۱۱۰٬۰۰۰ در این کشور تخمین می‌زند. اما آمار رسمی جمهوری آذربایجان در سال ۲۰۰۹، جمعیت ترکان مسختی را ۳۸٬۰۰۰ نفر اعلام کرده‌بود. وضعیت ترکان در روسیه که بخصوص در سرزمین کراسنودار سکونت دارند به مراتب از حقوق شهروندی خود محروم هستند، و دجار نقص حقوق بشر شده‌اند؛ و از داشتن اموال، اشتغال، حقوق سیاسی، مدنی و اجتماعی محروم هستند. با توجه به این شرایط، بسیاری از آنان به ایالات متحده مهاجرت کردند با وجود آنکه در بازگشت به سرزمین پدری‌شان گرجستان محروم هستند.

## دین
دین اکثریت ترکان مسختی مسلمان اهل تسنن و اقلیتی از آنان نیز شیعه‌مذهب هستند.

## زبان
زبان ترکان مسختی گویش ناحیه آناتولی شرقی از لهجه‌های ترکی استانبولی هست که در نواحی از قبیل استان قارص، اردهان و آرتوین تکلم می‌شود. ولی به تبع زندگی در سایر نواحی، وام‌واژه‌هایی را از زبان‌های ترکی آذربایجانی، گرجی، روسی، قزاقی، قرقیزی، ازبکی گرفته‌اند.